# Vardaman, Mississippi
Vardaman är en kommun (town) i Calhoun County i Mississippi. Orten har fått sitt namn efter politikern James K. Vardaman. Vid 2010 års folkräkning hade Vardaman 1 316 invånare.